# Гаураганоддешадипика
«Гаураганоддешади́пика» (IAST: Gauragaṇoddeśadīpikā) — кришнаитский санскритский богословский текст авторства Кавикарнапуры. Написан в 1576 году. Представляет собой длинный список, в котором автор перечисляет изначальные «духовные формы» (сиддха-рупа) наиболее выдающихся последователей основоположника гаудия-вайшнавизма Чайтаньи (1486—1534). Был первым текстом такого рода в истории гаудия-вайшнавизма. В этом тексте вриндаванские госвами впервые были названы аватарами шести манджари — близких служанок Радхи-Кришны в «духовном мире».